# Machu (Cameroun)
Pour les articles homonymes, voir Machu.
Machu est un village du Cameroun situé dans le département du Noun et la Région de l'Ouest. Il fait partie de l'arrondissement de Malentouen.

## Population
En 1967, la localité comptait 385 habitants, principalement Bamoun. Lors du recensement de 2005, on y a dénombré 668 personnes.

## Infrastructures
La localité dispose d'une école.